# Fredrik von Otter
Fredrik Wilhelm von Otter, född 11 april 1833 i Fägre församling, Skaraborgs län, död 9 mars 1910 i Karlskrona (folkbokförd i Nättraby församling, Blekinge län), var en svensk friherre och sjömilitär samt statsråd, riksdagsman 1892–1905 och statsminister 1900–1902. Han var bror till Carl Gustaf von Otter, farfar till Göran von Otter och farfars far till Birgitta,  Casten och Anne Sofie von Otter. Han är också morfars far till Erik Strömdahl och mormors far till Hans och Gustaf von Hofsten.

## Biografi
Fredrik von Otter föddes på Fimmerstads egendom i Fägre socken som son till överstelöjtnanten, friherre Casten Fredrik von Otter och dennes hustru Anna Dorothea, född Santesson. Han intogs tolv år gammal vid krigsakademien på Karlberg och blev sekundlöjtnant i flottan 1850.
Sedan han deltagit i flera expeditioner och sjökommenderingar, ingick han 1857 i brittisk örlogstjänst och stannade där till 1860. Under sin tid i den brittiska flottan deltog han med stor utmärkelse i Storbritanniens krig mot Kina och erhöll för detta tapperhetsmedalj. År 1858 utnämndes han till premierlöjtnant, 1863 till underekipagemästare i Karlskrona och 1866 till kapten. Under flera av de därpå följande åren ledde han, dels som chef, dels som sekond, åtskilliga sjöexpeditioner. Sålunda var han sistnämnda år chef på skonerten Falk under dennes expedition i Östersjön och Kattegatt. År 1867 var han chef på kanonbåten Ingegerd på dess expedition till Norges västkust. År 1868 var han chef på kanonångaren Sophia på Svenska Spetsbergenexpeditionen 1868 under Adolf Erik Nordenskiöld. År 1869 tjänstgjorde han som sekond på korvetten Josephina på dess expedition till Azorerna och Nordamerika.
År 1871 var han chef på kanonbåten Ingegerd med befäl över briggen Gladan på deras expeditioner till Baffinbukten för att från Discoön vid Grönlands västkust hämta den så kallade Nordenskiöldska järnmeteoriten på cirka 25 ton som låg på den öppna stranden av ön. Samma år blev han förordnad till sekreterare i kommittén angående organisationen av sjöförsvarets militärpersonal samt utnämnd till adjutant hos hertig Oscar. År 1872 befordrades han till kommendörkapten, blev samma år ledamot i militärtekniska byrån samt adjutant hos konungen.
År 1873 ledde han som befälhavare korvetten Balders expedition till Nordsjön och Atlanten. År 1874 utnämndes han till kommendör vid flottan och kallades den 23 december samma år till ledamot av konungens statsråd och chef för sjöförsvarsdepartementet (sjöförsvarsminister). Efter att ha innehaft detta ämbete i sex år avgick han 1880 för att efterträdas av sin äldre bror Carl Gustaf. Han utnämndes då till varvschef vid flottans station i Karlskrona och blev 1892 viceamiral. Han var sedermera ordförande i kommittéerna angående organiserande av en fästningsartillerikår i Karlskrona 1892 och angående lotsstyrelsens omorganisation 1893 samt ledamot i kommittén rörande Lant- och Sjöförsvarsdepartementens sammanslagning.
År 1891 invaldes han i riksdagens första kammare som representant för Blekinge län, som han företrädde till och med 1899 års riksdag, från och med 1893 placerad i statsutskottet. Han räknades till protektionisterna, även om han inte tillhörde dess mest hårdföra anhängare. Vid riksdagarna 1900–1902 representerade han Karlskrona valkrets i andra kammaren och fungerade 1900 som vice ordförande i arbetarförsäkringsutskottet. Den 12 september samma år kallades han som statsminister i spetsen för konungens råd. I denna egenskap lyckades han 1901 genomdriva den nya härordningen, som med avskaffande av indelningsverket införde åtta månaders övning för infanteriet och tolv månaders för specialvapnen. Däremot vann det år 1902 framlagda rösträttsförslaget föga eller inga sympatier från något håll och blev av riksdagen avslaget. Otter lämnade också den 5 juli samma år sitt ämbete. Han efterträddes av Erik Gustaf Boström och drog sig med pension tillbaka till privatlivet.
År 1902 valdes von Otter ånyo till Blekinge läns representant i första kammaren. År 1874 blev han ledamot av första klassen av Kungliga Krigsvetenskapsakademien, och av Kungliga Örlogsmannasällskapet 1865 (hedersledamot 1 december 1900). von Otter var under en följd av år ledamot av Blekinge läns landsting och Karlskrona stadsfullmäktiges ordförande.
Han gifte sig 1863 med Matilda Dahlström, med vilken han fick sju barn.

## Ordnar och utmärkelser

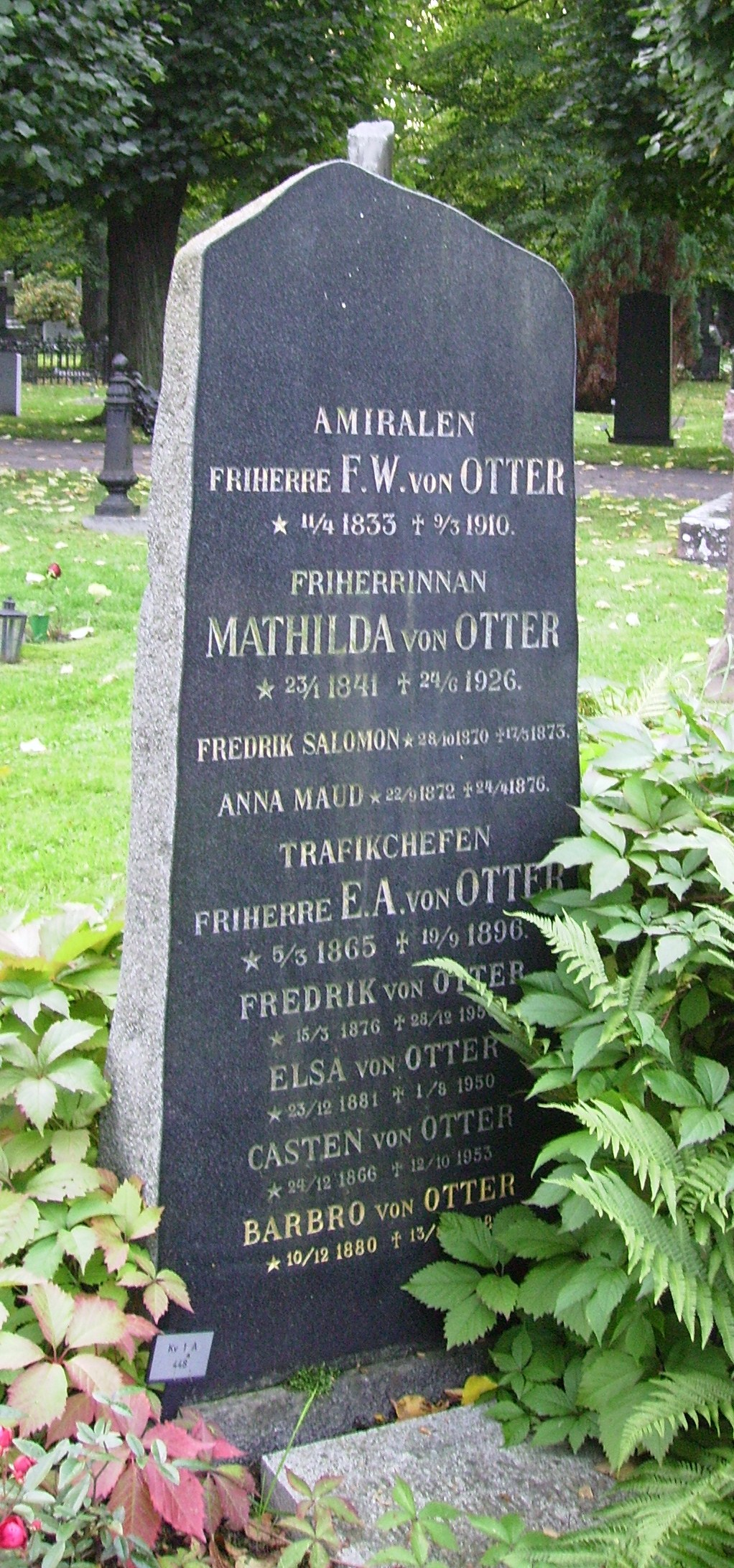
Fredrik von Otters gravvård på Norra begravningsplatsen i Solna kommun.

### Svenska utmärkelser
- Riddare och Kommendör av Kungl. Majt:s Orden (Serafimerorden), 1 december 1900.[5]
- Konung Oscar II:s och Drottning Sofias guldbröllopsminnestecken, 1907.[5]
- Konung Oscar II:s jubileumsminnestecken, 1897.[5]
- Kommendör med stora korset av Svärdsorden, 1 december 1887.[5]
- Kommendör av första klassen, 1 december 1875.[5]
- Riddare av Svärdsorden, 21 januari 1874.[5]
- Riddare av Nordstjärneorden, 10 december 1868.[5]
- Illis Quorum av 18:e storleken, 14 december 1900.[5]

### Utländska utmärkelser
- Kommendör av första klass av Badiska Zähringer Löwenorden, 20 oktober 1881.[5]
- Storkorset med briljanter av Danska Dannebrogorden, 22 augusti 1898.[5]
- Storkorset av Danska Dannebrogorden, 17 oktober 1888.[5]
- Kommendör av andra graden av Danska Dannebrogorden, 6 oktober 1871.[5]
- Storofficer av Franska Hederslegionen, 19 november 1877.[5]
- Officer av Italienska kronorden, 7 december 1870.[5]
- Storkorset av Monegaskiska Karl den heliges orden, 23 juli 1884.[5]
- Kommendör av första klassen av Norska Sankt Olavs orden, 29 augusti 1881.[5]
- Riddare av Norska Sankt Olavs orden, 21 juli 1873.[5]
- Storkorset av Portugisiska Avizorden, 24 augusti 1886.[5]
- Kommendör av Portugisiska Jakobs Svärdsorden, 1873.[5]
- Riddare av första klassen av Preussiska Kronorden, 14 januari 1895.[5]
- Riddare av första klassen av Ryska Sankt Annas orden, 7 mars 1892.[5]
- Fjärde klass av Tunisiska Nichan-Iftikharorden, 11 maj 1865.[5]
- Storkorset av Österrikiska Frans Josefsorden, 6 oktober 1890.[5]